# Сивицкий, Флориан
Флориан Сивицкий (пол. Florian Siwicki; 10 января 1925, Луцк — 11 марта 2013, Варшава) — польский военный и государственный деятель, генерал армии, Министр национальной обороны Польской Народной Республики в ноябре 1983 — июле 1990 года. Один из руководителей режима военного положения в Польше (1981—1983).

## Биография
Родился в семье кадрового офицера польской армии.
В годы Второй мировой войны находился в СССР.
В 1943 году был призван в Рабоче-Крестьянскую Красную Армию и в декабре того же года окончил офицерское пехотное училище в Рязани в звании младшего лейтенанта. Добровольно вступил в 1-ю пехотную дивизию им. Тадеуша Костюшко. Продолжил службу в Войске Польском.
В 1948 году вступил в Польскую объединенную рабочую партию.
В 1956 году окончил Академию Генерального штаба Вооружённых сил СССР.
В 1961—1963 годах — военный, военно-воздушный и военно-морской атташе при посольстве Польской Народной Республики в Китае.
В 1963—1968 годах — начальник штаба Силезского военного округа.
С 1968 года — кандидат в члены ЦК ПОРП.
В 1968—1971 годах — командующий Силезским военным округом.
С 1971 года — первый заместитель начальника Генерального штаба.
С 1973 года — начальник Генерального штаба Народного Войска Польского (сменил генерала Хоху) и заместитель министра национальной обороны.
В 1975 году был избран членом ЦК ПОРП.
С 1976 года — депутат Сейма ПНР.
В 1981 году стал кандидатом в члены Политбюро ЦК ПОРП. Как начальник Генерального штаба Войска Польского был одним из руководителей режима военного положения в 1981—1983 годах, состоял в Военном совете национального спасения.
В ноябре 1983 года сменил Войцеха Ярузельского на посту Министра национальной обороны Польши.
С 1984 года — генерал армии.
С июля 1986 года — член Политбюро ЦК ПОРП. Принадлежал к правящей группе генерала Ярузельского, которая неофициально именовалась «Директорией».
Неоднократно посещал СССР.
В сентябре 1989 года стал одним из четырех Министров, представлявших ПОРП в кабинете Тадеуша Мазовецкого, сохранив пост Министра национальной обороны. В январе 1990 года в связи с распадом ПОРП прекратил членство в партии и оставил все партийные посты. Вместе с другими бывшими представителями ПОРП в правительстве ушёл в отставку в июле 1990 года. Скончался 11 марта 2013 года.

## Награды
- Командорский крест ордена «Возрождения Польши»
- Офицерский крест ордена «Возрождения Польши»
- Орден Строителей Народной Польши
- Орден Знамени труда 1 степени
- Орден «Крест Грюнвальда» 1 степени
- Золотой Крест Заслуги
- Медаль «10-летие Народной Польши» (1954)
- Медаль «30-летие Народной Польши» (1974)
- Медаль «40-летие Народной Польши» (1984)
- Медаль «Вооружённые силы на службе Родине»:
  - Золотая медаль
  - Серебряная медаль
  - Бронзовая медаль
- Медаль «За участие в боях за Берлин»
- Медаль «Победы и Свободы»
- Медаль «За заслуги при защите страны»:
  - Золотая медаль
  - Серебряная медаль
  - Бронзовая медаль
- Медаль Комиссии народного образования
- Золотая Медаль «За заслуги в охране народного порядка»
- Золотая медаль «За заслуги в охране границ ПНР»
- Золотая медаль «За заслуги перед Лигой обороны страны»
- Золотой крест Яна Красицкого
- Золотая почётная медаль Общества Польско-Советской дружбы
- Нагрудный знак 1000-летия польского государства
- Медаль «За заслуги перед Союзом бойцов за свободу и демократию»
- Золотая медаль Круга армейской молодёжи
- Золотая медаль Социалистического союза армейской молодёжи
- Памятная медаль «40 лет Объединения Польского рабочего движения»
- Орден Ленина (СССР)
- Орден Дружбы народов (СССР)
- Медаль «За укрепление боевого содружества» (СССР)
- Медаль «Двадцать лет победы в Великой Отечественной войне 1941—1945 гг.» (СССР)
- Нагрудный знак «Двадцать пять лет победы в Великой Отечественной войне 1941—1945 гг.» (СССР)
- Медаль «Тридцать лет Победы в Великой Отечественной войне 1941—1945 гг.» (СССР)
- Медаль «Сорок лет победы в Великой Отечественной войне 1941—1945 гг.» (СССР)
- Медаль «60 лет Вооружённых Сил СССР» (СССР)
- Медаль «70 лет Вооружённых Сил СССР» (СССР)
- Медаль «30-летие Вооружённых Сил Болгарии» (БНР)
- Орден Красной Звезды (ЧССР)
- Медаль «40-лете Освобождения Чехословакии Советской армией» (ЧССР)
- Орден Шарнхорста (ГДР)
- Медаль «30-летие Народной армии ГДР» (ГДР)
- Медаль «За усиление боевого братства» (НРБ)
- Медаль «40-летие Победы над фашизмом и японским милитаризмом» (НРБ)
- Медаль «30-летие Революционных Вооружённых сил» (Куба)
- Медаль «Братство по оружию» (Куба)

и другие